# Geophis anocularis
Espèce
Statut de conservation UICN

 LC  : Préoccupation mineure
Geophis anocularis  est une espèce de serpents de la famille des Dipsadidae.

## Répartition
Cette espèce est endémique de l'État d'Oaxaca au Mexique. Elle se rencontre dans la Sierra Mixe, entre 1 850 et 1 900 m d'altitude.

## Description
L'holotype de Geophis anocularis, un mâle adulte, mesure 287 mm dont 52 mm pour la queue.

## Publication originale
- Dunn, 1920 : A new Geophis from Mexico. Proceedings of the Biological Society of Washington, vol. 33, p. 127 (texte intégral).